# 丁香亭
丁香亭（也称为3',5'-二甲氧基-3,5,7,4'-四羟基黄酮，3′,5′-Dimethoxy-3,5,7,4′-tetrahydroxyflavone）是一种天然的O-甲基化黄酮，分子式C17H14O8，存在于临时救（Lysimachia congestiflora）、笃斯越橘（Vaccinium uliginosum）等植物中。